# James Ennis
James Alfred Ennis III (nascido em 1 de julho de 1990) é um jogador americano de basquete profissional que joga no Orlando Magic da National Basketball Association (NBA).
Depois de ser selecionado pelo Atlanta Hawks na segunda rodada do Draft de 2013, Ennis se mudou para a Austrália e se juntou ao Perth Wildcats. Lá ele ganhou um título da NBL e se tornou idolo em Perth.
Ele retornou aos Estados Unidos em 2014 em busca de um contrato na NBA e posteriormente se juntou ao Miami Heat. Além do Heat, ele jogou no Memphis Grizzlies, New Orleans Pelicans, Detroit Pistons, Houston Rockets e Philadelphia 76ers da NBA e no Iowa Energy da G-League.

## Primeiros anos
Nascido em Ventura, Califórnia, Ennis cresceu no projeto habitacional Westview Village, onde ele e seus cinco irmãos jogavam basquete, futebol, andavam de bicicleta e patinavam. 
Quando jovem, ele e sua família se mudaram muito - Ennis frequentou três diferentes escolas secundárias somente no primeiro ano. Mais tarde, eles se estabeleceram em Westview Village, onde ele se formou na Ventura High School em 2009.

## Carreira universitária
Como um calouro em Oxnard College em 2009-10, Ennis foi nomeado pra Primeira-Equipe da WSC após ter uma média de 19,0 pontos, a terceiro maior média no estado por um calouro, e 7,7 rebotes por jogo. 
Para a sua segunda temporada, ele voltou para casa para jogar pelo Ventura College, e em 2010-11, ele foi nomeado pra Primeira-Equipe da Califórnia Community College Athletic Association e pra Primeira-Equipe da Western State Conference após uma média de 20,3 pontos, 7,8 rebotes, 5,0 assistências e 1,6 roubadas por jogo. Ele marcou 1.053 pontos em duas temporadas de basquete universitário, marcando dois dígitos em 48 dos seus 52 jogos.
Para a sua terceira temporada, Ennis se juntou a Long Beach State, e imediatamente conquistou a titularidade como Ala. Em 2011-12, Ennis teve médias de 10,0 pontos, 4,1 rebotes, 2,6 assistências e 1,6 roubos de bola por jogo.
Com a saída de Casper Ware, Ennis tornou-se o melhor jogador da equipe em 2012–13. Ele respondeu com uma média de 16,5 pontos e 6,7 rebotes por jogo, levando a equipe para o título da temporada regular da Big West. No final da temporada, Ennis foi eleito Jogador do Ano da Big West e uma menção honrosa All-American pela AP.
Em 5 de abril de 2013, Ennis marcou 13 pontos no All-Star Game do Reese's College, levando o time do Leste a uma vitória de 87-81 sobre o Oeste.

## Carreira profissional

### Draft da NBA
Em 27 de junho de 2013, Ennis foi selecionado pelo Atlanta Hawks com a 50ª escolha geral no Draft de 2013. Seus direitos foram posteriormente negociados para o Miami Heat na noite de draft.
Ele se juntou ao Heat para a Summer League de 2013. O Heat queria que Ennis jogasse pela sua equipe afiliada da D-League, o Sioux Falls Skyforce, mas não conseguiu contratá-lo pelo salário mínimo da NBA de US $ 490.180 devido as restrições do teto salarial. Consequentemente, o máximo que Ennis teria ganho jogando na D-League era de US $ 25.000, então ele tomar a decisão de jogar no exterior para sustentar seu pai, sua mãe deficiente e seus cinco irmãos.

### Perth Wildcats (2013–2014)
Em 10 de agosto de 2013, Ennis assinou com o Perth Wildcats para a temporada de 2013-14 da NBL. Ele rapidamente se tornou uma estrela e em sua estreia na NBL em 11 de outubro de 2013, ele correspondeu ao hype fazendo um pouco de tudo - enterradas, tocos, assistências e arremessos - a caminho de 25 pontos, quatro rebotes e duas assistências em uma vitória por 83-80 sobre o Adelaide 36ers.
Ennis ganhou o prêmio de Jogador do Mês de outubro tendo médias de 24 pontos por jogo. A equipe dominou o início da temporada, tendo um recorde de 8-0. Ennis provou ser um dos principais candidatos a MVP ao lado de Rotnei Clarke, do Wollongong Hawks, e de Chris Goulding, do Melbourne Tigers. Em 30 de novembro de 2013, ele marcou 33 pontos em uma vitória por 85-75 sobre o Cairns Taipans.
Os Wildcats terminaram a temporada regular de 2013-14 com um recorde de 21-7, o melhor da liga. Em 28 de março de 2014, Ennis jogou em seu primeiro jogo de playoffs - o primeiro jogo da série semifinal dos Wildcats contra o Wollongong Hawks. Em apenas 32 minutos, ele marcou 25 pontos para ajudar os Wildcats a derrotar os Hawks por 91-79. Dois dias depois, a performance de 20 pontos de Ennis no Jogo 2 ajudou os Wildcats a vencerem a série por 2-0, avançando para a Grande Final da NBL. 
No Jogo 1 da final contra o Adelaide 36ers, Ennis marcou 30 pontos e levou os Wildcats a uma vitória por 92-85 em Perth. No Jogo 2, em 11 de abril, em Adelaide, Ennis teve uma noite mais quieta do que o habitual, somando apenas 14 pontos. Os 36ers subsequentemente empataram a série em 1-1 com uma vitória de 89-84, mandando a grande final para um decisivo Jogo 3 em Perth em 13 de abril. No Jogo 3, uma lesão o limitou a apenas nove pontos. Mas graças ao companheiro de equipe Jermaine Beal, os Wildcats conseguiram uma confortável vitória por 93-59 para vencer o campeonato.
Antes do primeiro jogo da série final, Ennis terminou em terceiro lugar no MVP, atrás de Rotnei Clarke (ganhador) e Chris Goulding, e foi selecionado para a Primeira-Equipe da NBL.
Ennis jogou em todos os 33 jogos dos Wildcats em 2013-14, tendo médias de 21,2 pontos, 7,1 rebotes e 2,1 assistências por jogo.

### Piratas de Quebradillas (2014)
Após a conclusão da temporada da NBL de 2013-14, Ennis mudou-se para Porto Rico, onde se juntou ao Piratas de Quebradillas para a temporada da BSN de 2014.
Ele jogou em 12 jogos pelo clube antes de retornar aos Estados Unidos em junho para participar de vários treinos da NBA. Ao longo desses 12 jogos, ele obteve médias de 16,6 pontos, 8,3 rebotes, 2,5 assistências, 1,8 roubadas de bola e 1,0 bloqueio por jogo.

### Miami Heat (2014–2015)
Em 15 de julho de 2014, Ennis assinou um contrato plurianual com o Miami Heat. Ele impressionou durante a Summer League de 2014 tendo médias de 15,5 pontos, 5,7 rebotes, 1,5 assistências e 1,3 roubadas de bola em seis jogos.
Em 29 de outubro de 2014, Ennis fez sua estréia na NBA na vitória do Heat por 107-95 sobre o Washington Wizards. Ele terminou o jogo com cinco pontos e dois rebotes em 14 minutos e meio. Ele teve o seu melhor jogo da temporada em 21 de dezembro quando fez 16 pontos e 8 rebotes na vitória por 100-84 sobre o Boston Celtics.
Em 29 de março de 2015, Ennis fez 16 pontos em uma vitória por 109-102 sobre o Detroit Pistons. Em 5 de abril, ele registrou 17 pontos e 5 rebotes em uma derrota para o Indiana Pacers. No final da temporada em 15 de abril, Ennis jogou o jogo inteiro e terminou com 17 pontos, 12 rebotes e 6 assistências em uma vitória de 105-101 sobre o Philadelphia 76ers. 
O Heat não foi para os playoffs em 2014-15 com um recorde de 37-45, Ennis jogou em 62 dos 82 jogos do Heat durante sua temporada de estreia tendo médias de 5,0 pontos e 2,8 rebotes em 17,0 minutos por jogo.
Com US $ 845.059 de salário garantido na temporada de 2015-16, ele foi mal durante a Summer League de 2015, chamando sua performance de "terrível" depois de acertar 29,7% de arremessos (19 de 64) em sete jogos, incluindo 2 de 23 acertos em arremessos de três pontos e registrando mais turnovers (23) do que assistências (11). 
Uma Tendinite nos joelhos contribuiu para suas performances ruins, mas com três meses entre a Summer League e o campo de treinamento, Ennis foi capaz de se rejuvenescer durante o tratamento que diminuiu a tendinite. Ele também trabalhou em seu arremesso com o assistente técnico do Heat, Keith Smart, e se concentrou em melhorar sua condução de bola.

### Memphis Grizzlies (2015-2016)
Em 10 de novembro de 2015, ele e Mario Chalmers foram negociados para o Memphis Grizzlies em troca de Jarnell Stokes e Beno Udrih.
Ennis não conseguiu causar impacto ou jogos consecutivos devido ao forte contingente de jogadores na equipe: Jeff Green, Matt Barnes, Tony Allen, JaMychal Green e Vince Carter. 
Ele passou a maior parte da temporada de 2015-16 na D-League, jogando no Iowa Energy, a equipe de afiliados dos Grizzlies. Em sua estréia pelo Energy em 5 de dezembro, ele marcou 32 pontos na vitória por 116-93 sobre o Canton Charge.
Em 2 de março de 2016, após aparecer em apenas 10 jogos pelo Memphis, ele foi dispensado pela organização.

### Iowa Energy (2016)
Em 6 de março de 2016, Ennis assinou com o Iowa Energy e jogou naquela tarde, registrando 30 pontos e 7 rebotes em uma derrota de 109-104 para o Delaware 87ers.
Em 16 de março, ele registrou seu primeiro duplo-duplo da temporada com 24 pontos e 10 rebotes na vitória por 106-102 sobre o Erie BayHawks. Dois dias depois, ele teve o seu melhor jogo da temporada fazendo 30 pontos, 13 rebotes, 3 assistências e 3 roubos de bola em uma vitória por 123-106 sobre o Maine Red Claws. 
Entre os dias 12 e 26 de março, Ennis ajudou o Iowa a vencer seis jogos seguidos para levá-los de volta à disputa dos playoffs. No entanto, uma derrota para o Sioux Falls Skyforce em 29 de março acabou com sua sequência e os eliminaram da disputa pelos playoffs com dois jogos restantes na temporada. 
Em 24 jogos pelo Iowa durante a temporada de 2015-16, ele fez uma média de 18,8 pontos, 6,0 rebotes, 2,6 assistências e 1,0 roubos de bola em 33,4 minutos por jogo.

### New Orleans Pelicans (2016)
Em 30 de março de 2016, Ennis assinou um contrato de 10 dias com o New Orleans Pelicans para ajudar a equipe a lidar com várias lesões. Ele fez sua estréia nos Pelicans naquela noite, registrando 13 pontos, 5 rebotes e 4 assistências em 24 minutos em uma derrota de 100-92 para o San Antonio Spurs.
Em 6 de abril, ele fez seu primeiro jogo como titular, marcando 13 pontos em 29 minutos em uma derrota por 104-97 para o Boston Celtics. 
Em 9 de abril, ele assinou com os Pelicans pelo resto da temporada. Mais tarde naquele dia, em seu sétimo jogo e terceiro como titular, Ennis registrou 18 pontos, 6 rebotes e 3 roubos de bola em uma derrota por 121-100 para o Phoenix Suns. 
Em 11 de abril, ele marcou 29 pontos em uma derrota para o Chicago Bulls por 121-116. No último jogo da temporada, Ennis marcou 28 pontos em uma derrota por 144-109 para o Minnesota Timberwolves.

### Retorno para Memphis (2016–2018)
Em 13 de julho de 2016, Ennis assinou um contrato de dois anos no valor de US $ 6 milhões com o Memphis Grizzlies, retornando à franquia por um segundo período.
Na abertura da temporada dos Grizzlies em 26 de outubro de 2016, Ennis registrou 15 pontos e seis rebotes em 28 minutos como titular na vitória por 102-98 sobre o Minnesota Timberwolves. Quatro dias depois, ele marcou oito pontos e 12 rebotes em uma vitória por 112-103 sobre o Washington Wizards. Em 2 de novembro de 2016, ele teve seu melhor jogo da temporada com 16 pontos e 10 rebotes na vitória por 89-83 sobre seu ex-time, o New Orleans Pelicans.
Ennis foi titular em 13 dos 14 primeiros jogos dos Grizzlies antes de perder seu primeiro jogo da temporada em 23 de novembro contra o Philadelphia 76ers devido a uma lesão na panturrilha. Ele perdeu 14 jogos no total, retornando à ação em 18 de dezembro contra o Utah Jazz. 
Na temporada, ele jogou em 64 jogos e teve uma média de 6,7 pontos, 4,0 rebotes, 0,7 roubadas de bola e 23,5 minutos por jogo. Nos 64 jogos em que participou, ele marcou dois dígitos em 16 jogos, nunca alcançando a marca de 20 pontos.

### Detroit Pistons (2018)
Em 8 de fevereiro de 2018, os Grizzlies trocaram Ennis para o Detroit Pistons em troca de Brice Johnson e uma escolha de segunda rodada no Draft de 2022.
Em sua estréia pelos Pistons, Ennis marcou 14 pontos em uma derrota por 118-115 para o Atlanta Hawks. Em 2 de março de 2018, ele marcou 21 pontos em uma derrota por 115-106 para o Orlando Magic.

### Houston Rockets (2018-2019)
Em 13 de julho de 2018, Ennis assinou um contrato de dois anos no valor de US $ 3,4 milhões com o Houston Rockets.
Em 15 de novembro, ele marcou 19 pontos contra o Golden State Warriors. Depois de ser titular em 22 jogos no começo da temporada, Ennis foi reserva pela primeira vez em 11 de dezembro contra o Portland Trail Blazers, mas deixou o jogo com uma lesão na coxa direita. Ele subseqüentemente perdeu os próximos 10 jogos.

### Philadelphia 76ers (2019–2020)
Em 7 de fevereiro de 2019, Ennis foi negociado para o Philadelphia 76ers em troca de uma escolha de segunda rodada do Draft de 2021.
Ele se tornou uma parte fundamental da rotação da equipe no final da temporada regular e durante os playoffs. No segundo jogo da série de playoffs dos 76ers contra o Toronto Raptors, Ennis marcou 13 pontos na vitória por 94-89.
Em 12 de julho de 2019, Ennis voltou a assinar com os 76ers, concordando com um contrato de dois anos no valor de US $ 4,1 milhões. Em 29 de novembro de 2019, ele marcou 18 de seus 20 pontos no segundo tempo da vitória por 101-95 sobre o New York Knicks.

### Orlando Magic (2020–Presente)
Em 6 de fevereiro de 2020, Ennis foi negociado com o Orlando Magic em troca de uma escolha de segunda rodada do Draft de 2020. Sua adição e inserção no time titular coincidiu com a explosão ofensiva do Magic e um período de 8–4 antes da liga ser interrompida em 11 de março devido à pandemia de COVID-19. Ennis manteve sua posição titular após o reinício da NBA em julho, que incluiu os playoffs.
Em 25 de novembro de 2020, Ennis assinou novamente com o Magic. Ele perdeu os primeiros sete jogos da temporada de 2020-21 com uma distensão no tendão direito. Em 11 de fevereiro de 2021, ele registrou 17 pontos e 10 rebotes na derrota por 111-105 para o Golden State Warriors.
Em 21 de março, ele marcou 18 pontos em 21 minutos, na derrota por 112-96 para o Boston Celtics. Foi seu primeiro jogo em quase um mês devido a uma distensão na panturrilha esquerda. Em 14 de abril, ele marcou 22 pontos em uma vitória por 115-106 sobre o Chicago Bulls. Ele jogou apenas dois dos últimos 16 jogos.

## Estatísticas da NBA

### Temporada regular
| Ano      | Equipe       | PJ  | PT  | MPJ  | AP   | 3P   | LL   | RT  | AS  | BR  | TO | PPJ  |
| -------- | ------------ | --- | --- | ---- | ---- | ---- | ---- | --- | --- | --- | -- | ---- |
| 2014–15  | Miami        | 62  | 3   | 17.0 | .409 | .326 | .840 | 2.8 | .8  | .4  | .3 | 5.0  |
| 2015–16  | Miami        | 3   | 0   | 2.3  | .000 | .000 | .000 | .0  | .3  | .0  | .0 | .0   |
| 2015–16  | Memphis      | 10  | 0   | 4.0  | .308 | .250 | .600 | .7  | .2  | .4  | .2 | 1.6  |
| 2015–16  | New Orleans  | 9   | 5   | 31.3 | .500 | .480 | .792 | 3.9 | 2.0 | 1.3 | .3 | 15.9 |
| 2016–17  | Memphis      | 64  | 28  | 23.5 | .455 | .372 | .782 | 4.0 | 1.0 | .7  | .3 | 6.7  |
| 2017–18  | Memphis      | 45  | 14  | 23.4 | .486 | .357 | .877 | 3.5 | 1.1 | .7  | .3 | 6.9  |
| 2017–18  | Detroit      | 27  | 8   | 20.4 | .457 | .304 | .767 | 2.5 | .8  | .6  | .2 | 7.5  |
| 2018–19  | Houston      | 40  | 25  | 23.7 | .493 | .367 | .724 | 2.9 | .7  | 1.0 | .4 | 7.4  |
| 2018–19  | Philadelphia | 18  | 2   | 15.6 | .410 | .306 | .696 | 3.6 | .8  | .2  | .4 | 5.3  |
| 2019–20  | Philadelphia | 49  | 0   | 15.8 | .442 | .349 | .787 | 3.1 | .8  | .5  | .3 | 5.8  |
| 2019–20  | Orlando      | 20  | 18  | 24.5 | .451 | .286 | .838 | 4.8 | 1.1 | .6  | .4 | 8.5  |
| 2020–21  | Orlando      | 41  | 37  | 24.0 | .473 | .433 | .805 | 4.0 | 1.5 | .8  | .2 | 8.4  |
| Carreira | Carreira     | 388 | 140 | 18.7 | .407 | .319 | .709 | 2.9 | .9  | .6  | .2 | 6.5  |

### Playoffs
| Ano      | Equipe       | PJ | PT | MPJ  | AP   | 3P   | LL   | RT  | AS  | BR  | TO | PPJ |
| -------- | ------------ | -- | -- | ---- | ---- | ---- | ---- | --- | --- | --- | -- | --- |
| 2017     | Memphis      | 6  | 4  | 26.5 | .421 | .316 | .857 | 4.2 | 1.2 | .8  | .3 | 8.3 |
| 2019     | Philadelphia | 11 | 0  | 21.1 | .484 | .281 | .632 | 3.8 | 1.1 | .4  | .3 | 7.5 |
| 2020     | Orlando      | 5  | 5  | 23.8 | .343 | .250 | .778 | 5.8 | 1.2 | 1.0 | .4 | 7.0 |
| Carreira | Carreira     | 22 | 9  | 23.8 | .416 | .282 | .755 | 4.6 | 1.1 | .7  | .3 | 7.6 |

Fonte: